# Eygurande

 Eygurande  en francés y oficialmente,  Aiguranda en occitano, es una comuna y población de Francia, en la región de Lemosín, departamento de Corrèze, en el distrito de Ussel. Es la cabecera del cantón de su nombre, aunque Merlines tiene mayor población. Su gentilicio francés es Eygurandais.
Su población en el censo de 2008 era de 701 habitantes.
Está integrada en la Communauté de communes du Pays d'Eygurande .

## Demografía
| 800 | 805 | 791 | 827 | 794 | 779 | 701 |
| Para los censos de 1962 a 1999 la población legal corresponde a la población sin duplicidades (Fuente: INSEE [Consultar]) |     |     |     |     |     |     |